# Clemens (Sklave)
Clemens (auch bekannt als Pseudo-Agrippa; † 16 in Rom) war ein Rebell gegen den römischen Kaiser Tiberius, welcher der julisch-claudischen Dynastie angehörte.

## Leben
Clemens war ein Sklave des Agrippa Postumus, der von Kaiser Augustus im Jahr 4 als möglicher Thronerbe adoptiert, aber wenig später in Ungnade gefallen und auf die Insel Planasia verbannt worden war. Nach dem Tod des Augustus im Jahr 14 soll Clemens beabsichtigt haben, Agrippa aus dem Exil zu befreien, wohl um ihn von den Truppen in Germanien gegen Tiberius zum Kaiser ausrufen zu lassen.
Nach der vielleicht von Tiberius veranlassten Ermordung Agrippas gab Clemens sich selbst als dieser aus. Es gelang ihm, in Italien eine beachtliche Schar von Anhängern um sich zu scharen, so dass Tiberius begann, ihn als ernstliche Bedrohung seiner noch jungen Alleinherrschaft zu empfinden. Der Kaiser ließ den Prätendenten gefangen nehmen und ohne öffentlichen Prozess im Palast umbringen.